# Cotinga de Remsen
La cotinga de Remsen (Doliornis remseni) és un ocell de la família dels cotíngids (Cotingidae).

## Hàbitat i distribució
Habita boscos dels Andes, des del nord-est de l'Equador fins l'extrem nord del Perú.